# ویروس هوکس
ویروس کامپیوتری هوکس یک پیام هشداردهنده است که به دریافت کنندگان پیام دربارهٔ یک ویروس کامپیوتری که وجود ندارد، هشدار می‌دهد. این پیام معمولاً به صورت یک ایمیل زنجیره‌ای است که به دریافت کنندگان می‌گوید که این پیام را برای همهٔ افرادی که می‌شناسند بفرستند، اما می‌تواند به شکل یک پنجره بازشو نیز باشد.

## شناسایی
بیشتر ویروس‌های هوکس جنجالی هستند و به راحتی شناسایی می‌شوند از این نظر که ویروس ادعا می‌کند که ممکن است کارهای غیرممکنی انجام دهد مثلاً منفجر کردن کامپیوتر دریافت کننده و آتش زدن آن یا کارهای کمتر مهیج مثل حذف کردن همه چیز از کامپیوتر کاربر. اغلب شامل اعلامیه ای دروغین هستند که ادعا می‌شود از سازمان‌های کامپیوتری معتبر به همراه رسانه‌های خبری سرچشمه می‌گیرند. این منابع جعلی به منظور بیشتر شدن اعتبار ویروس نقل می‌شوند. معمولاً، هشدارها از زبان احساسی استفاده می‌کنند، بر ماهیت فوری تهدید تأکید می‌کنند و خوانندگان را تشویق می‌کنند تا پیام را در زودترین زمان ممکن برای افراد دیگر ارسال کنند.
ویروس‌های هوکس معمولاً بی خطر هستند و چیزی جز اذیت کردن کسانی که آن را به درستی جعلی تشخیص می‌دهند و اتلاف وقت کسانی که آن را برای دیگران می‌فرستند، انجام نمی‌دهد. با این حال، تعدادی از ویروس‌های هوکس به کاربران هشدار داده‌اند که فایل‌های حیاتی و مهم سیستم ویروسی هستند و کابران را تشویق به حذف این فایل‌ها کردند، که این کار ممکن است به سیستم آن‌ها آسیب بزند. نمونه‌هایی از این نوع عبارتند jdbgmgr.exejdbgmgr.exe virus hoax و SULFNBK.EXE hoax.
برخی ویروس‌های هوکس و دیگر ایمیل‌های زنجیره‌ای را به خودی خود یک کرم کامپیوتری در نظر می‌گیرند. آنها با مهندسی اجتماعی تکثیر می‌شوند—از نگرانی و بی میلی کاربر به تحقیق قبل از اقدام به انجام کار و نادانی کاربر سوءاستفاده می‌کنند.
ویروس‌های هوکس از شوخی‌های کامپیوتری متمایز هستند. شوخی‌های کامپیوتری برنامه‌های بی خطری هستند که کارهای ناخواسته و اذیت کننده روی کامپیوتر انجام می‌دهند؛ مثلاً حرکت دادن تصادفی ماوس یا وارون کردن صفحه نمایش و غیره.